# Investidura presidencial de Bernardo Arévalo
La toma de posesión de Bernardo Arévalo como el 52.º presidente constitucional de la República de Guatemala se realizó el 15 de enero de 2024 en la Gran Sala «Efraín Recinos» del Centro Cultural Miguel Ángel Asturias. En dicha ceremonia, también prestó juramento Karin Herrera como  18.º vicepresidenta constitucional de la República de Guatemala. Fue la octava toma de posesión presidencial que se realizó en el Centro Cultural Miguel Ángel Asturias.
La toma de posesión marcó el final de la transición presidencial de Bernardo Arévalo, quien fue elegido por el partido Movimiento Semilla en las elecciones generales de 2023 en la segunda vuelta celebrada el 20 de agosto de 2023. Según los resultados oficiales, obtuvo el 61% de los votos, una victoria aplastante. Arévalo es hijo de Juan José Arévalo, 24.º presidente de Guatemala de 1945 a 1951, lo que lo convierte en el primer hijo de un expresidente guatemalteco en ser electo presidente.
La transición presidencial de Arévalo ha sido atípica en la historia de Guatemala, pues en repetidas ocasiones el Ministerio Público ha iniciado diversos y polémicos procesos judiciales contra el partido Semilla, sus miembros, el propio Arévalo y el proceso electoral, estas acciones han generado una amplia condena tanto a nivel nacional como internacional, ya que se considera que amenazan la toma de posesión presidencial, y han sido calificados por Arévalo y la Organización de Estados Americanos como un «intento de golpe de Estado».
Al igual que la transición presidencial, la ceremonia de Transmisión de Mando Presidencial se retrasó considerablemente por acciones controvertidas ejercidas por la IX Legislatura del Congreso de Guatemala.

## Transición presidencial

### Preparación del proceso
La transición comenzó a planificarse en enero de 2023 por instrucción del presidente Alejandro Giammattei.
El proceso consta de cuatro fases:
- Planificación: de febrero a abril del mismo año se realizaron actividades de transición de gobierno, evaluación de políticas y talleres de planificación plurianual, con el objetivo de comunicar lineamientos a diversas entidades.
- Borradores de informes de transición: De mayo a junio se conformaron las primeras carpetas institucionales para organizar toda la información gubernamental.
- Reuniones con sectores y segundo borrador: de julio a septiembre se realizan las primeras reuniones con el gabinete o equipo del presidente electo y se hace un segundo borrador de la hoja de ruta de transición.
- Revisión, hoja de ruta e informe final: de octubre de 2023 a enero de 2024, donde se realiza el ajuste final y se concluye el procedimiento.

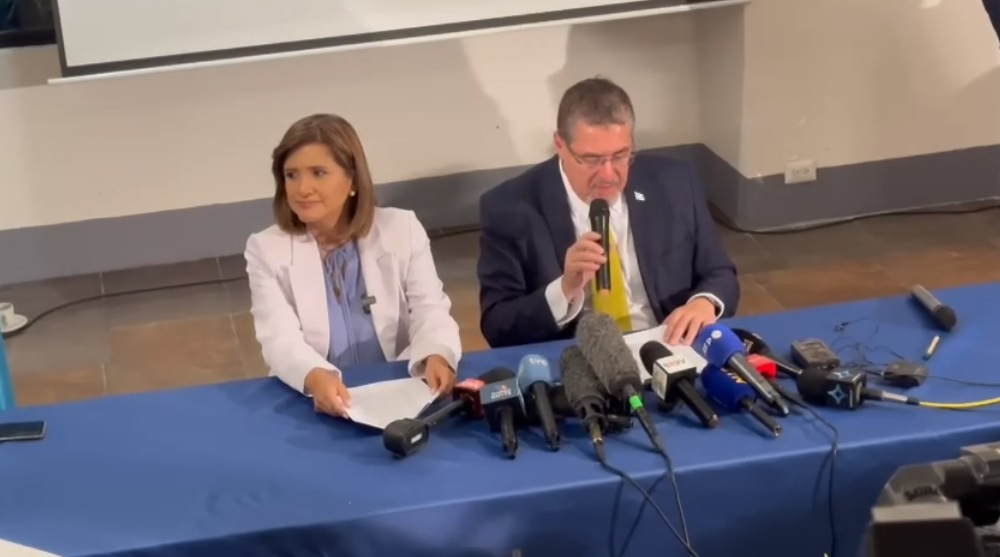
Arévalo y Herrera dando su discurso de victoria durante la noche del balotaje

### Proceso de transición de Arévalo
La noche de la segunda vuelta, el presidente Alejandro Giammattei felicitó a Arévalo por su victoria y lo invitó a la Casa Presidencial para iniciar el proceso de transición presidencial. Se anunció que la Organización de Estados Americanos sería parte del proceso de transición.
El primer encuentro entre el presidente saliente Giammattei y el presidente electo Arévalo tuvo lugar el 4 de septiembre en Casa Presidencial. También estuvo presente el Secretario General de la OEA, Luis Almagro. En la reunión, Arévalo anunció que sugirió modificaciones al cronograma propuesto para el proceso de transición. Giammattei también anunció que a sugerencia de Almagro se habilitarían oficinas en todas las instituciones gubernamentales para que el equipo del presidente electo pudiera participar en las actividades. El presidente Giammattei preside el comité de transición, mientras que el presidente electo Arévalo nombró a la vicepresidenta electa Karin Herrera como presidenta del comité de transición presidencial. El vicepresidente saliente Guillermo Castillo optó por un proceso de transición separado e invitó a la vicepresidenta electa Herrera a una serie de reuniones programadas con los distintos gabinetes a cargo de la vicepresidencia.
El 11 de septiembre se realizó una segunda reunión entre Arévalo y Giammattei, estando nuevamente presente Almagro. Esta vez, el encuentro se realizó en Palacio Nacional. Giammattei y sus ministros entregaron la información de cada institución gubernamental al equipo del presidente electo.
El 6 de diciembre se entregó el informe final del proceso de transición presidencial. Esta vez, la vicepresidenta electa Herrera representó al gobierno entrante y el presidente Giammattei le entregó los documentos finales. Estuvo presente el secretario general Almagro. En el evento, Giammattei reiteró que entregará el poder al binomio presidencial electo, mientras Herrera pidió a Giammattei "tomar en cuenta" los pedidos del gobierno electo. Por otro lado, Almagro criticó al Ministerio Público y pidió que se dejara de lado la "canibalización de la política".
La esposa de Arévalo, Lucrecia Peinado, inició reuniones con diversos colectivos para conocer sus demandas. También se reunió con las ex primeras damas Raquel Blandón, María Eugenia Morales y Evelyn Morataya.

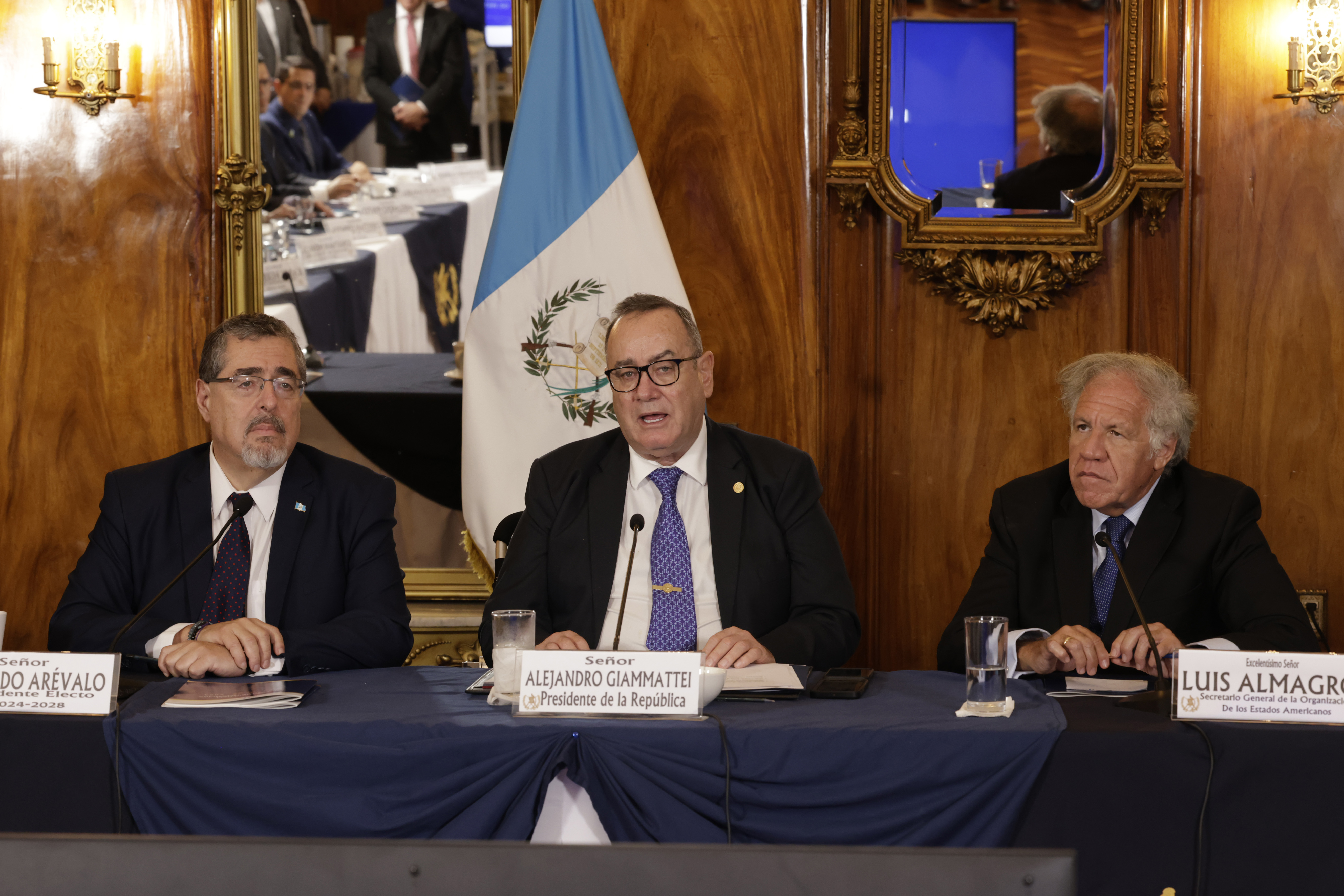
Primera reunión de transición
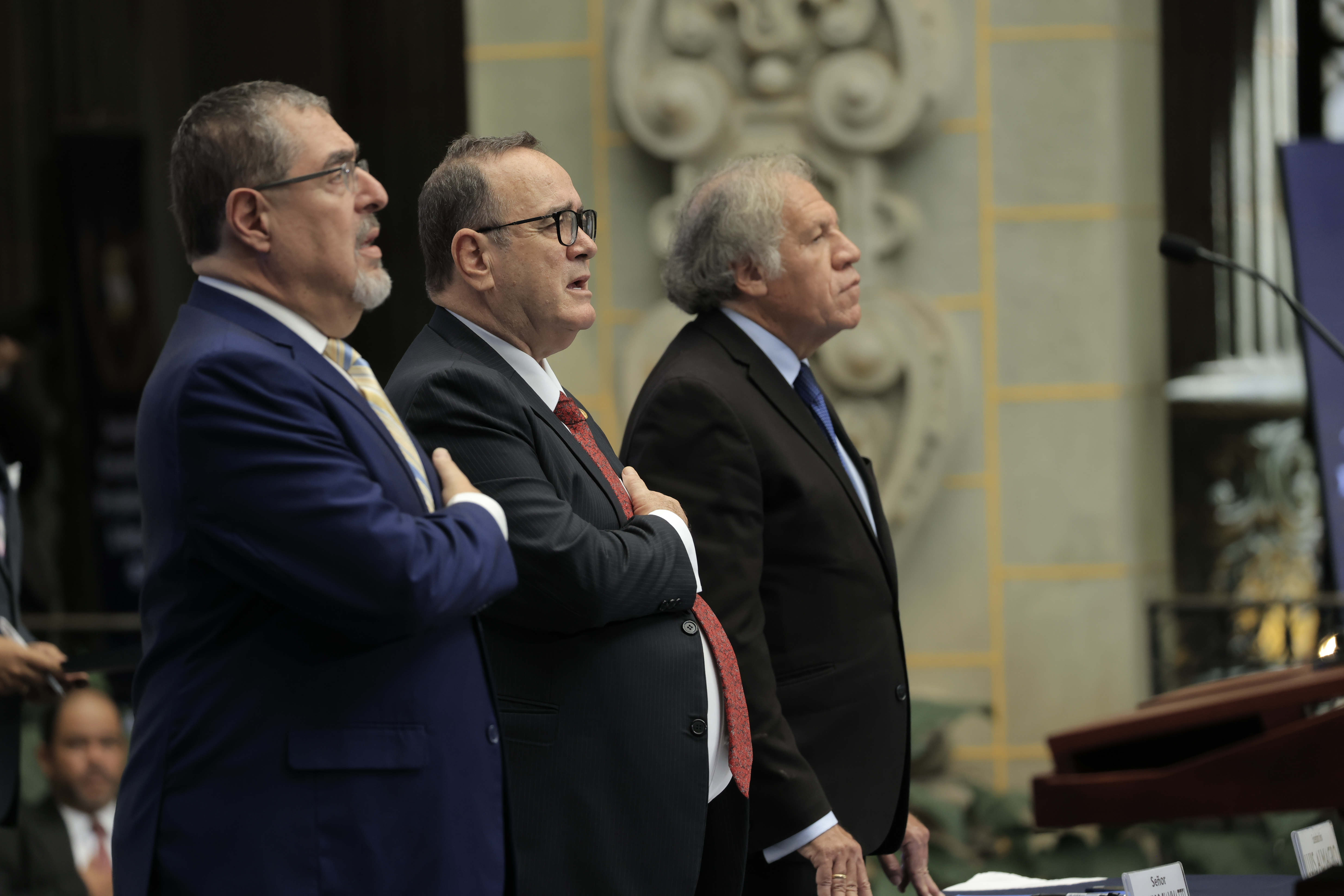
Segunda reunión de transición
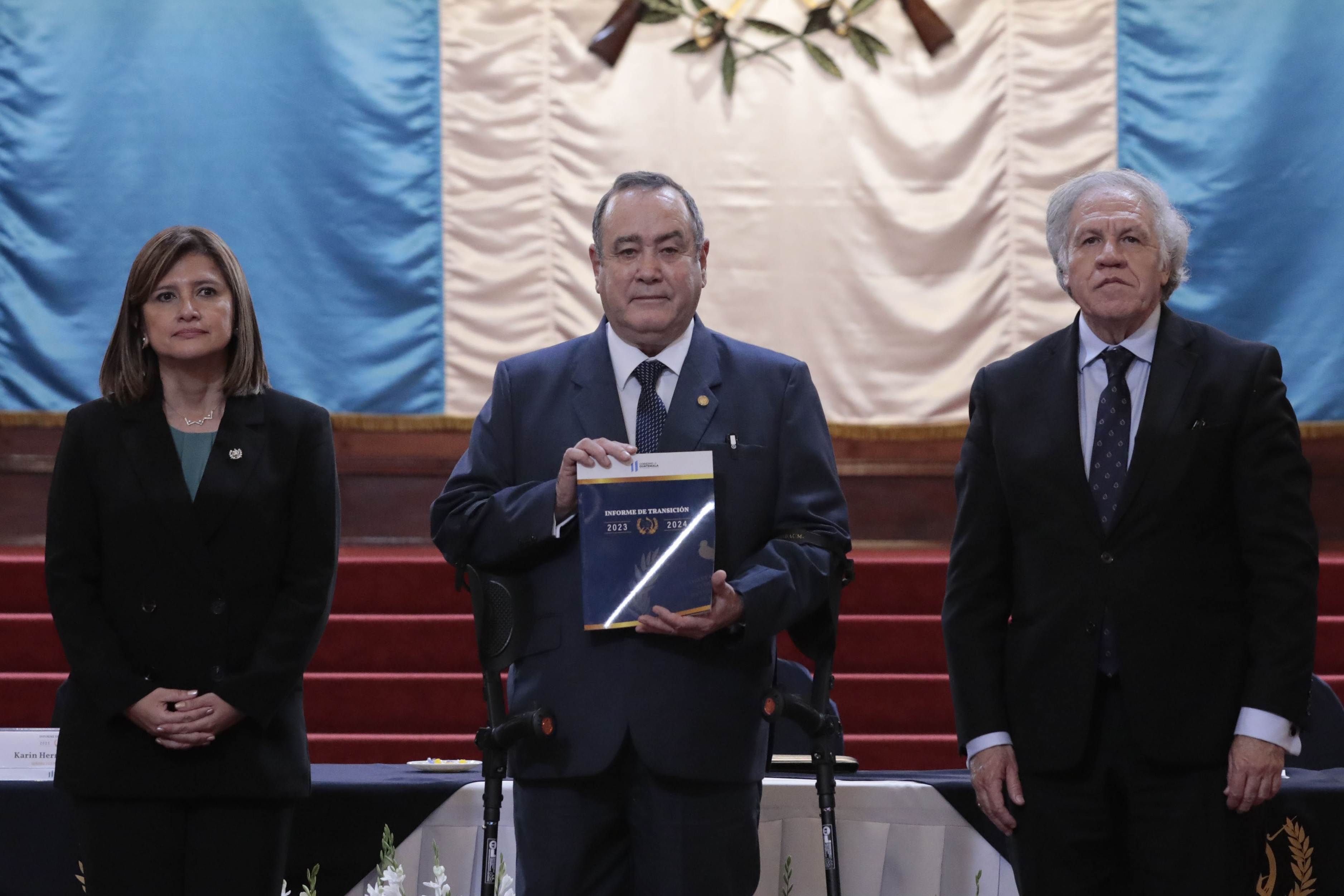
Tercera reunión de transición

## Planificación y preparativos

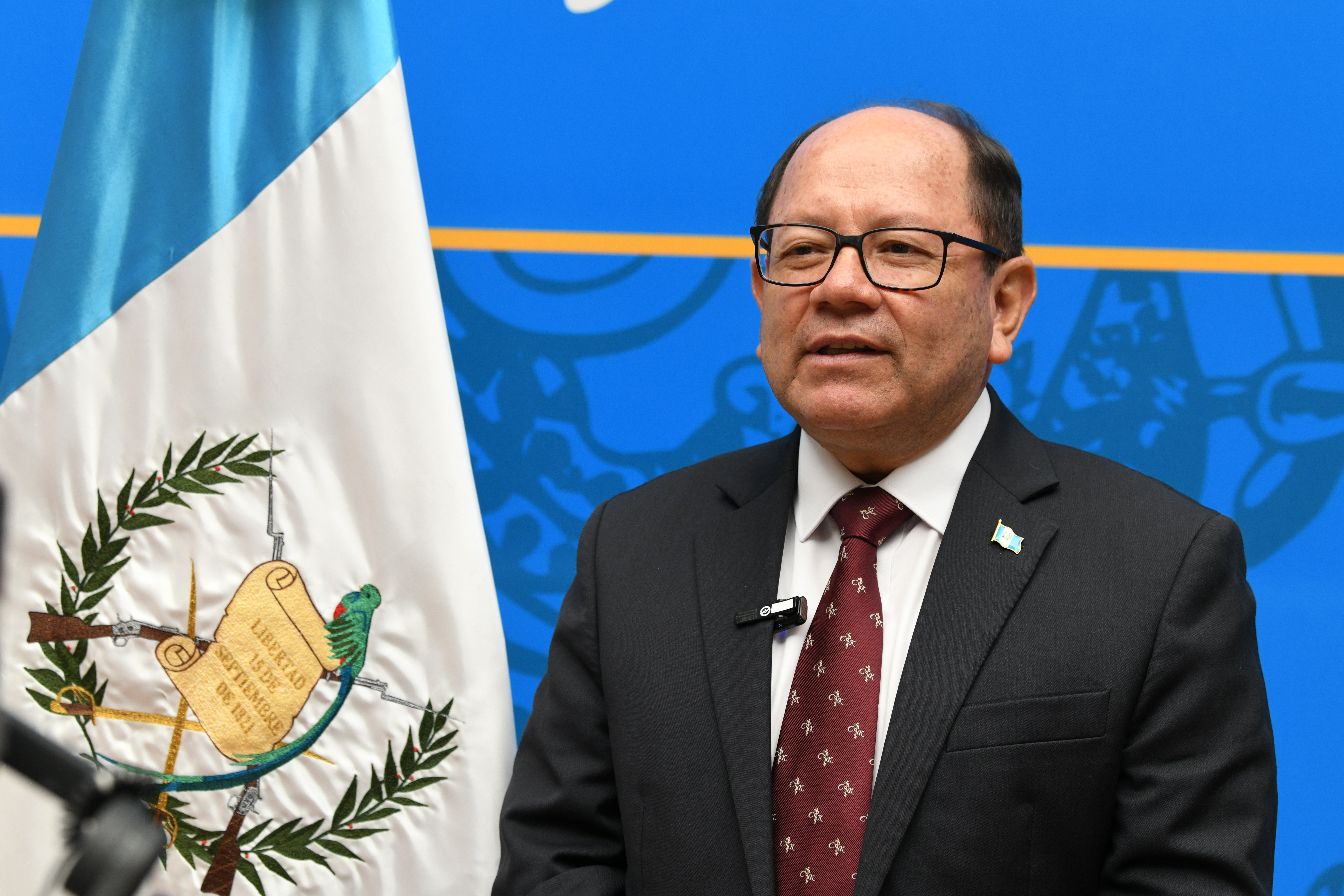
Iván Espinoza, coordinador general de la transmisión de mando

El Ministerio de Relaciones Exteriores es el mayor encargado de realizar la logística de las actividades de transmisión de mando presidencial, acompañados de la Secretaría de Comunicación Social de la Presidencia y la comisión de protocolo del Congreso de la República. El diplomático y ex embajador Iván Espinoza Farfán fue designado como el coordinador general de la Transmisión de Mando Presidencial 2024, y la comisión encargada de la toma de posesión presidencial comenzó a enviar las primeras invitaciones a jefes de Estado y de gobierno para participar en la ceremonia a finales de noviembre. Fueron invitados al menos 28 jefes de Estado. Se habilitó una plataforma web para que los medios puedan acreditar a los periodistas designados para cubrir la ceremonia. En diciembre comenzaron a llegar las primeras confirmaciones de las delegaciones asistentes. Se informó que las comitivas de seguridad de los jefes de Estado asistentes empezaron a llegar al país para conocer la logística.
Espinoza Farfán junto a Kevin López Oliva, secretario de comunicación social de la Presidencia brindaron una conferencia de prensa el 18 de diciembre para dar detalles concretos sobre las ceremonias de investidura.

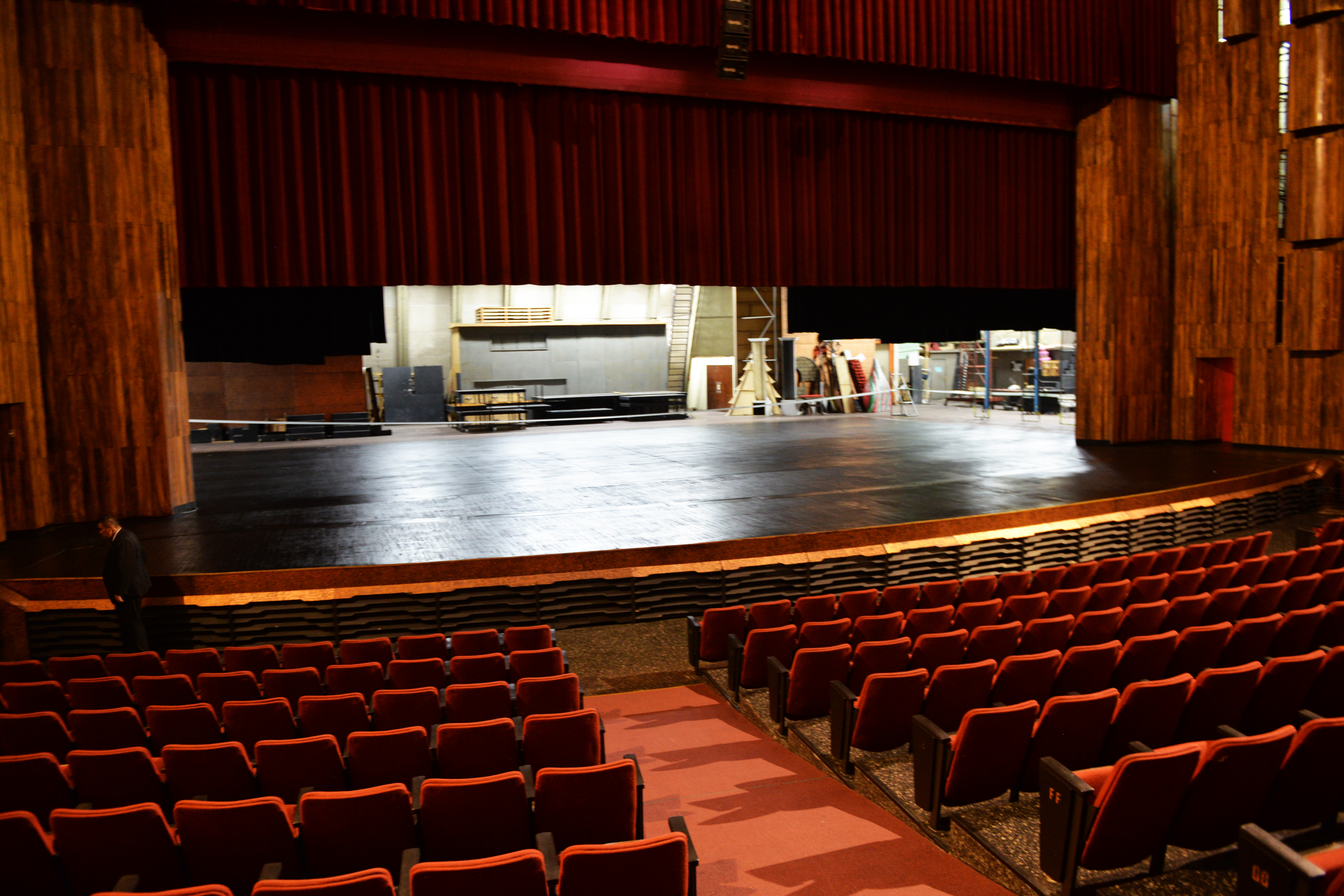
La Gran Sala «Efraín Recinos» en 2015

## Actividades previas a la investidura
El 13 de enero, estaba previsto que las delegaciones con jefes de Estado y de gobierno asistentes llegaran al país. Debido a la cantidad de invitados, algunos llegaron por el Aeropuerto Internacional La Aurora y otros por la sede de la Fuerza Aérea Guatemalteca. Durante la tarde del viernes 12 de enero el primer jefe de Estado en llegar fue el presidente de Paraguay Santiago Peña. Por la mañana del 13 de enero, llegó el rey Felipe VI de España. Horas más tarde, el presidente saliente Alejandro Giammattei recibió a los invitados en el Salón Banderas del Palacio Nacional y ofreció un banquete para las delegaciones.
El 14 de enero por la mañana, se tenía previsto que la X Legislatura del Congreso de la República iba a ser juramentada antes del mediodía para luego seleccionar a su Junta Directiva, para después escuchar el informe final de gobierno del presidente saliente Giammattei. Una vez concluido este punto, se procede a suspender la sesión para luego retomarla en la Gran Sala «Efraín Recinos» del Centro Cultural Miguel Ángel Asturias. El equipo del presidente electo también organizó una serie de eventos culturales y musicales para celebrar la asunción presidencial, que iniciaron después del mediodía en varios puntos de la zona 1 de la Ciudad de Guatemala. El primer acto empezó frente a la Iglesia de San Francisco con un grupo musical folclórico garífuna. Una hora después, en el Teatro Lux se presentó otro grupo musical, conocido por su característico rap en idioma tz'utujil. En la Plaza Vivar se presentó la cantante y compositora Sara Curruchich de origen kaqchikel, después en la sexta avenida hubo un evento musical de marimba, para después concluir en un concierto frente al Palacio Nacional, hasta que el presidente brinde su discurso a la población.

### Incidentes
Una semana antes de la investidura presidencial, trascendió que había dos facciones buscando apoyos en la nueva legislatura para alcanzar una mayoría parlamentaria y ganar la Junta Directiva del Congreso de Guatemala. Por un lado, el oficialismo entrante liderado por el diputado Samuel Pérez Álvarez del Movimiento Semilla, y por el otro, la oposición liderada por la ex canciller Sandra Jovel de Valor y el expresidente del Congreso Allan Rodríguez de Vamos. Algunos medios de comunicación y periodistas independientes confirmaron que Pérez se perfilaba como el próximo presidente del legislativo, al notar que había alcanzado una mayoría legislativa, cuando logró asegurar votos de diputados disidentes de la Unidad Nacional de la Esperanza y Vamos. Pero horas después, medios de comunicación afirmaron que la comisión permanente del Congreso declaró como diputados independientes a los diputados salientes de Semilla, incluidos a los diputados electos, luego de recibir una notificación del juez Freddy Orellana que notificaba la suspensión provisional del partido; con esto, Semilla no podría aspirar a integrar Junta Directiva, ni tampoco las comisiones de trabajo. La medida fue criticada por Semilla y vista como un intento de frenar la mayoría legislativa alcanzada por Pérez. Se planteó un recurso legal ante la Corte de Constitucionalidad para impedir que la decisión de la Comisión Permanente del Congreso saliente tuviera efecto en la legislatura entrante. El 14 de enero, la Corte rechazó el recurso legal. Rodríguez no optó para la reelección, y Jovel se perfiló como la opción preferida del bloque conservador. Diputados de la oposición afirmaron que estaban ofreciendo fuertes sumas de dinero para apoyar a Jovel, sin aportar ninguna prueba. Jovel negó las acusaciones y en cambio, dijo que la embajada de Estados Unidos estaba presionando a diputados para que votaran por la opción de Semilla, también sin aportar ninguna prueba. Pérez y Jovel aseguraron que tenían más de 90 votos de apoyo.

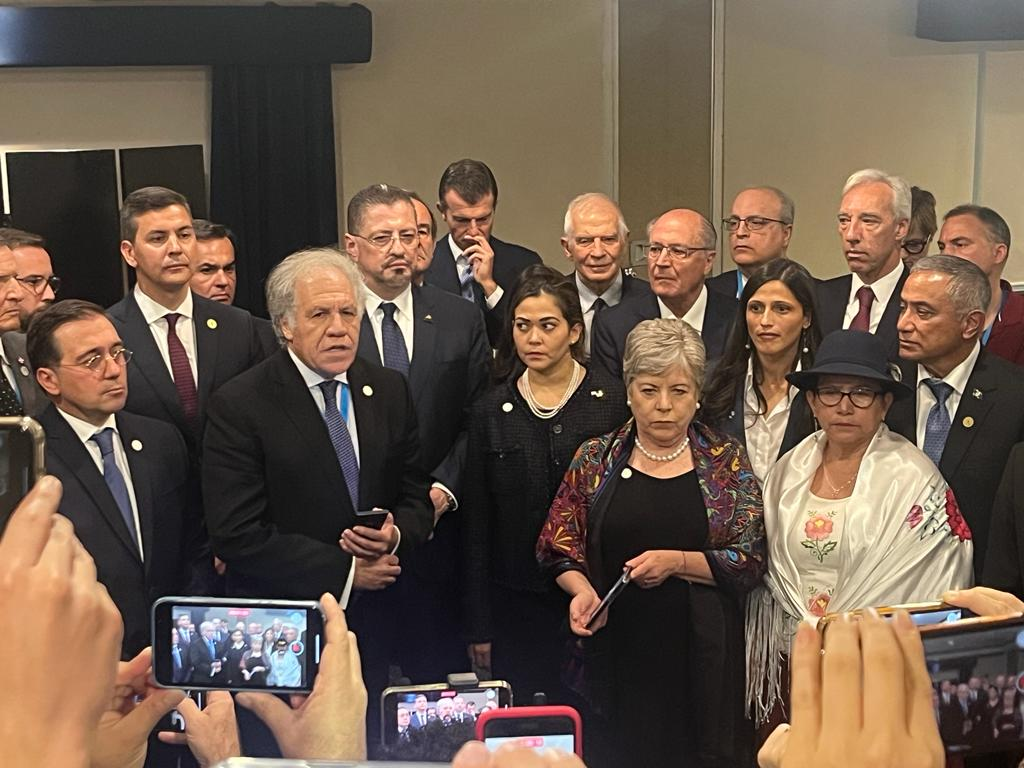
Almagro junto a representantes nacionales brinda declaraciones a la prensa

A pesar de que la sesión solemne había sido convocada para las ocho de la mañana, la sesión se retrasó alrededor de una hora. La presidenta del Congreso saliente Shirley Rivera dio un breve discurso de despedida, luego anunció que había conformado una comisión para calificar las credenciales de los diputados electos presidida por el diputado Javier Hernández del ya extinto Frente de Convergencia Nacional. No estuvo claro el método para seleccionar a los diputados que integraron dicha comisión. La comisión se reunió a puerta cerrada y no permitió el acceso a otros diputados o medios de comunicación. Algunos diputados de oposición denunciaron que era una comisión nombrada "a dedo" por la Junta Directiva del Congreso saliente. El diputado Aldo Dávila irrumpió en la sala en la que se encontraba la comisión y comenzó a transmitirlo por medio de su red social de TikTok.
La comisión sesionó por más de dos horas. Una vez llegado el mediodía, algunos diputados electos del Movimiento Semilla junto a diputados del bloque Voluntad, Oportunidad y Solidaridad (VOS) irrumpieron abruptamente en la Sala para conocer los avances de la calificación de credenciales. Varios diputados afirmaron que existía una "mala intención" por parte de la Junta Directiva presidida por Rivera para retrasar las actividades de investidura y traspaso de mando. Rivera negó las acusaciones y llamó a la calma. Después de este evento se suspendió la sesión de la comisión, y ocurrieron varios episodios de tensión dentro del hemiciclo parlamentario en el que se denunció que diputados en funciones y electos habían sido encerrados por miembros de seguridad del Congreso, así como duros intercambios verbales entre congresistas.

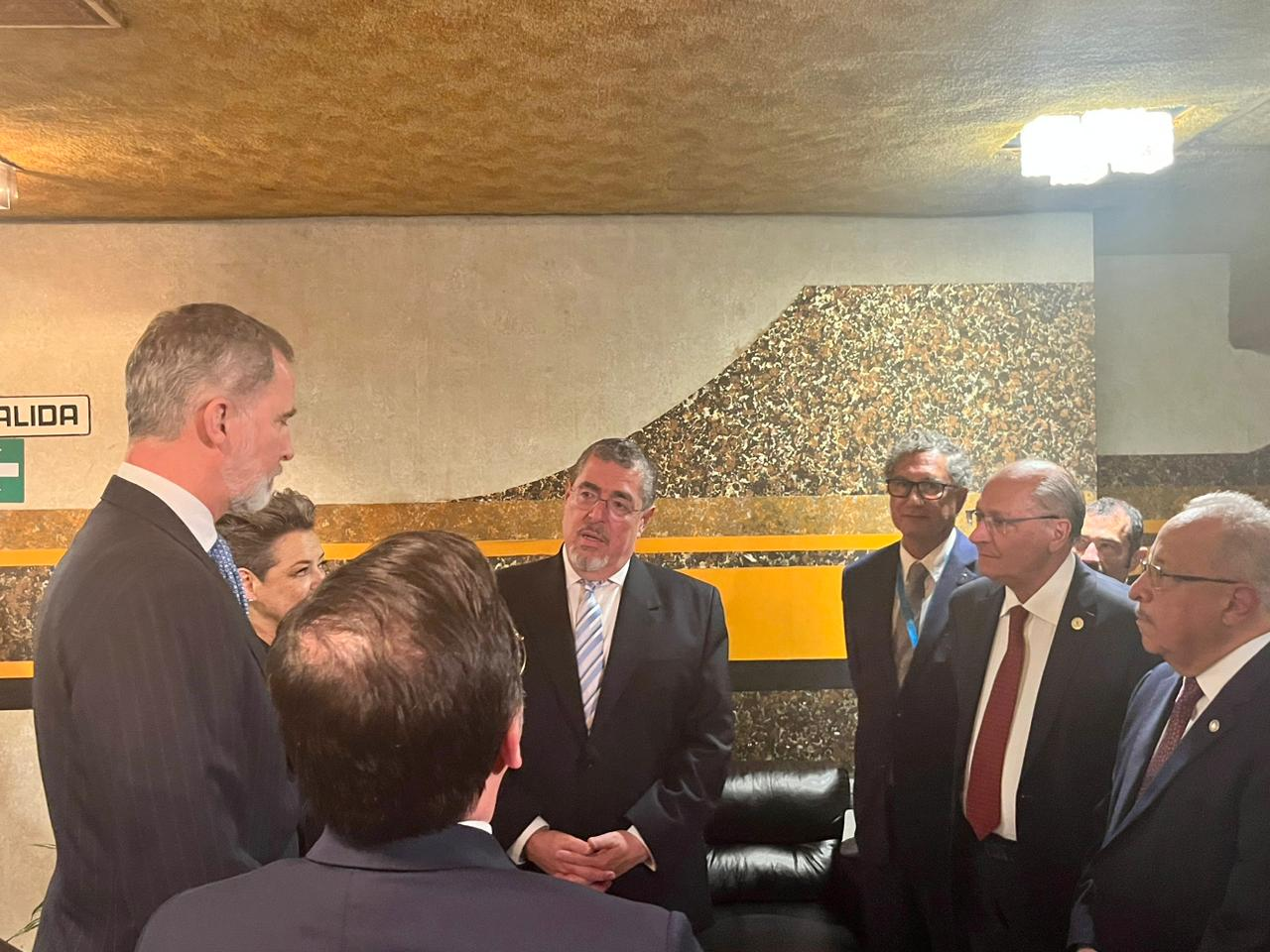
Arévalo junto a su esposa y su canciller designado, conversando con el rey y el ministro de Exteriores de España y el vicepresidente de Brasil, en la espera de que inicie el acto protocolario

Debido al lento progreso de la comisión calificadora de credenciales, simpatizantes de Arévalo que se encontraban participando en las actividades festivas programadas en la zona 1 comenzaron a llegar a las instalaciones del Congreso para tratar de presionar a los diputados para que avanzaran con el procedimiento. Ante la demora considerable, Arévalo y Herrera anunciaron por medio de sus redes sociales que a partir de las 16 horas de ese día, tomarían posesión de sus cargos, sin dar detalles. Pasada la hora fijada por Arévalo, los ministerios de estado cambiaron su logo en redes sociales, pero se revirtió minutos después. Se conoció extraoficialmente que la comisión calificadora había negado que el diputado electo Julio Héctor Estrada asumiera su cargo, luego de que recibiera una denuncia el 12 de enero de 2024 y que los diputados electos de Semilla serían declarados independientes.
Por su parte, el secretario general de la Organización de los Estados Americanos Luis Almagro convocó a una reunión de jefes de Estado, ministros de Relaciones Exteriores y otros representantes diplomáticos para fijar una postura ante la demora de la investidura de los cargos electos. A eso de las cinco de la tarde, Almagro leyó un comunicado conjunto pidiendo al Congreso que acelerara el proceso para que el presidente electo pudiera prestar juramento a su cargo. Junto a Almagro se encontraba el presidente de Costa Rica Rodrigo Chaves, el presidente de Paraguay Santiago Peña, el primer ministro de Belice Johnny Briceño, la secretaria de Exteriores de México Alicia Bárcena Ibarra, la canciller de Bolivia Celinda Sosa, el canciller de Chile Alberto van Klaveren, el ministro de Exteriores de España José Manuel Albares, el vicepresidente de Brasil Geraldo Alckmin, el canciller de Honduras Eduardo Enrique Reina, el canciller de República Dominicana Roberto Álvarez Gil, el ministro de Exteriores de Portugal João Gomes Cravinho, el representante diplomático de la Unión Europea Josep Borrell, el subsecretario de Relaciones Exteriores del Uruguay Nicolás Albertoni y el secretario general iberoamericano Andrés Allamand. El presidente del gobierno español Pedro Sánchez, la presidenta de Honduras Xiomara Castro y el presidente de Colombia Gustavo Petro publicaron mensajes de apoyo a Arévalo. Abogados constitucionalistas presentaron recursos ante la Corte de Constitucionalidad para acelerar la ceremonia de investidura, pero la Corte únicamente resolvió solicitar un informe al Congreso de la República para saber cómo iba el proceso de investidura.
A las 19 horas concluyó el proceso de calificación de credenciales y el pleno del Congreso votó a favor de lo resuelto por la comisión calificadora, dejando sin juramento al diputado Julio Héctor Estrada y declarando independientes a los diputados electos de Semilla. Acto seguido, la IX Legislatura se disolvió al momento de darle toma de posesión a la X Legislatura. Se instaló una junta provisional de debates conformada por Joel Rubén Martínez Herrera, Luis Alberto Contreras Colindres y José Inés Castillo Martínez como presidente y secretarios respectivamente. Poco después, surgió una disputa, luego de que Martínez le diera la palabra a un diputado del bloque Todos, sin embargo, diputados de Cabal y Semilla habían solicitado previamente la palabra. La intención del bloque Todos era presentar directamente una planilla para integrar la Junta Directiva del Congreso, mientras que el bloque Semilla y Cabal pretendían incluir una moción privilegiada y derogar el acuerdo aprobado anteriormente por la comisión calificadora. Diputados de Semilla, Cabal, VOS y disidentes de la UNE comenzaron a increpar al presidente provisional, mientras que diputados de Vamos, Valor y Todos llegaron a respaldar a Martínez. Finalmente, Martínez no cedió y procedieron con la votación de Junta Directiva.
Jovel y Pérez Álvarez fueron propuestos para presidir la Junta Directiva. Jovel obtuvo 75 votos y 84 votos en contra, mientras que Pérez Álvarez obtuvo 92 votos y 67 en contra, siendo electo presidente del Congreso, y previo a juramentar a su cargo, luego se presentó la moción privilegiada para derogar lo acordado por la comisión calificadora, restaurando la bancada Semilla y se juramentó al diputado Julio Héctor Estrada de Cabal. Acto seguido, Pérez y su planilla prestaron juramento a su cargo a eso de las 22 horas y se movilizaron hacia el Centro Cultural Miguel Ángel Asturias para continuar con la sesión.
Durante la elección de la Junta Directiva, el presidente Alejandro Giammattei envió al Congreso los emblemas presidenciales por medio de su secretaria privada y por medio de un oficio, pidió que se le diera por separado de la presidencia, confirmado así su inasistencia a la investidura del nuevo presidente, siendo inédito en la historia reciente de Guatemala. Tampoco brindó su informe final de gobierno y en cambio lo mandó por escrito al presidente del legislativo.

## Ceremonia
El nuevo presidente del Congreso, junto a los integrantes de la mesa directiva y el resto de diputados del Congreso se trasladaron  hacia la Gran Sala «Efraín Recinos», donde retomaron la sesión programada. El acto protocolario inició minutos antes de las 12:00 horas del 15 de enero. Debido al retraso de varias horas, varias delgaciones se retiraron del país, mientras que los únicos jefes de Estado que participaron fueron la presidenta Xiomara Castro de Honduras, el primer ministro Johnny Briceño de Belice y el presidente Gustavo Petro de Colombia. 
Los maestros de ceremonia presentaron a los jefes de Estado y de gobierno participantes, seguido de presentar a los integrantes de la Junta Directiva del Congreso, para luego abrir el telón de la Sala. El presidente del Congreso Samuel Pérez retomó la sesión recitando la siguiente frase:

"Invocando el nombre de Dios, nosotros los Diputados de este Congreso nos comprometemos a consolidar la organización jurídica y política de Guatemala: afirmando la primacía de la persona humana como sujeto y fin del orden social; reconociendo a la familia como génesis primario y fundamental de los valores espirituales y morales de la sociedad; responsabilizando al Estado de la promoción del bien común, de la consolidación del régimen de la legalidad, seguridad, justicia, igualdad, libertad y paz. Que Dios nos dé sabiduría y que la Nación nos juzgue".

La sesión protocolaria quedó dirigida por el diputado Juan Carlos Rivera del partido Victoria. La vicepresidenta electa Karin Herrera ingresó al recinto junto a sus hijos y escoltada por los diputados de Semilla Victoria Palala y Duvalier Castañón. Luego ingresó el presidente electo Bernardo Arévalo con su esposa Lucrecia Peinado acompañados por los diputados de Semilla José Carlos Sanabria y Patricia Orantes mientras la Banda Sinfónica Marcial del Ejército de Guatemala interpretó La primavera de Las cuatro estaciones de Antonio Vivaldi, haciendo referencia a la "primavera de Guatemala", nombre con el que se conoce a los años de la Revolución de 1944, así como un homenaje a Lucrecia Hernández Mack, diputada y cofundadora de Semilla que era fanática de Vivaldi y falleció en septiembre de 2023. El vicepresidente saliente Guillermo Castillo Reyes ingresó a la Sala. En el acto, tampoco estuvo presente el presidente de la Corte Suprema de Justicia Oscar Cruz Oliva. 
El diputado de Semilla Román Castellanos ingresó con la bandera nacional mientras sonaba la La Granadera. Acto seguido, se interpretó el Himno Nacional de Guatemala. El presidente del Congreso juramentó al presidente electo Bernardo Arévalo y le hizo entrega de los emblemas presidenciales que consisten en la banda presidencial, el collar con las llaves de la Constitución y el botón presidencial. Pérez Álvarez también juramentó a la vicepresidenta electa Herrera y le entregó el botón de la vicepresidencia. Se procedió a firmar el libro de oro del Congreso de la República por parte del binomio presidencial, el exvicepresidente y la Junta Directiva del Congreso. 
El presidente Arévalo brindó su primer discurso a la nación. Una vez concluido el discurso de Arévalo, se retiró el exvicepresidente, mientras que Pérez Álvarez anunció de manera solemne que la sesión se había agotado. Los jefes de Estado participantes subieron al escenario a saludar al nuevo binomio presidencial. Para concluir el acto, Arévalo y su esposa, junto a la vicepresidenta Herrera salieron de la Gran Sala mientras se interpretaba la marcha presidencial.
Luego el presidente y la vicepresidenta llegaron frente a la sede del Ministerio Público de Guatemala, donde se encontraba el plantón realizado por los 48 cantones de Totonicapán y Arévalo reconoció públicamente su esfuerzo en favor de la democracia.
Durante la madrugada del 15 de enero, el presidente Arévalo y la vicepresidenta Herrera saludaron desde el balcón del Palacio Nacional a sus simpatizantes y cada uno brindó un discurso. Arévalo juramentó a los miembros de su gabinete.

## Actividades posteriores

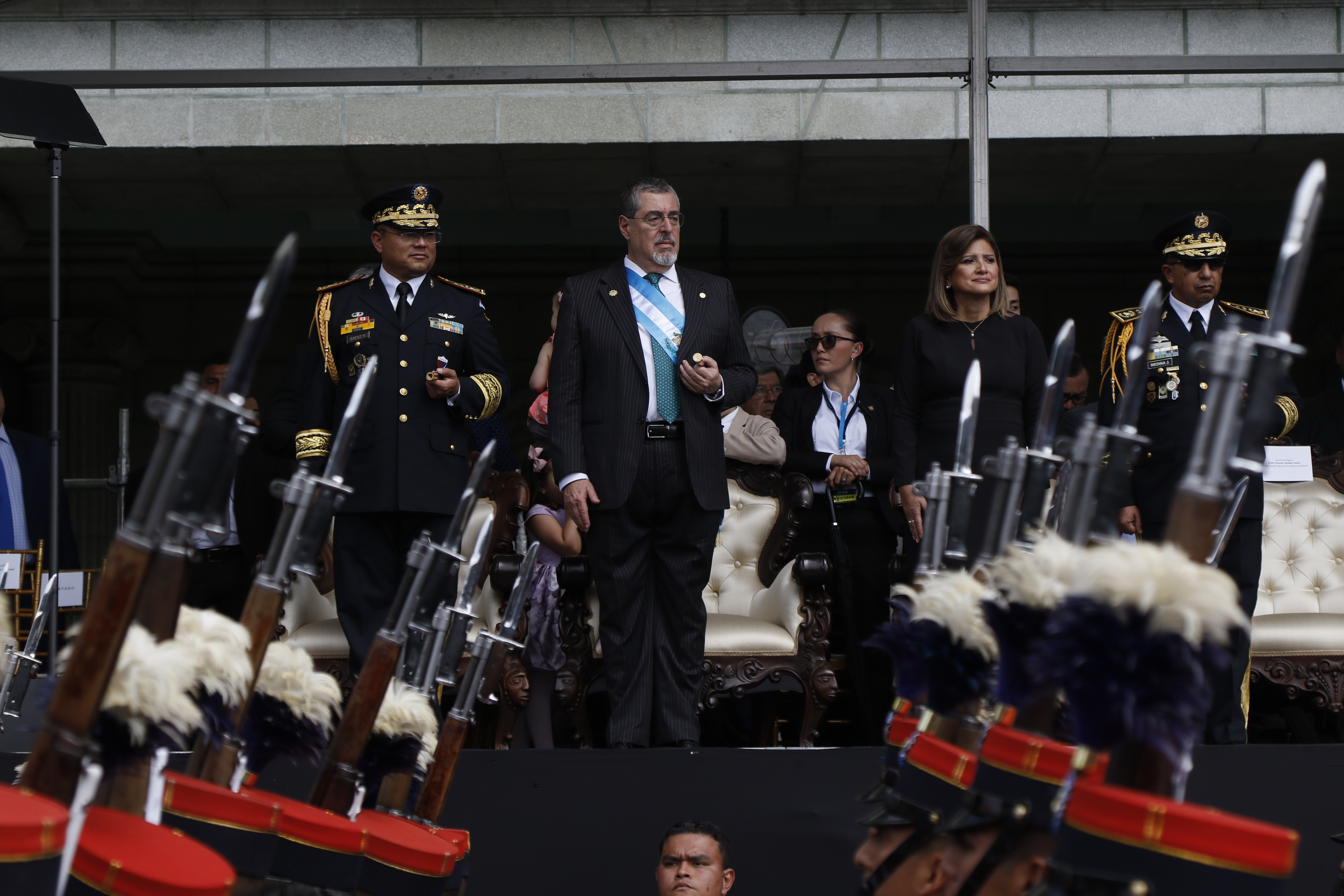
El presidente Arévalo observa el desfile de los cadetes durante la ceremonia que lo reconoce como comandante general de las fuerzas armadas.

El 15 de enero, el nuevo binomio presidencial y su gabinete asistieron a un Te Deum en la Catedral Metropolitana de Guatemala, oficiado por el arzobispo Gonzalo de Villa y Vásquez, que coincidía con el día del Cristo Negro de Esquipulas.
Unas horas más tarde, el presidente Arévalo fue presentado ante las Fuerzas Armadas de Guatemala como su nuevo Comandante General, en una ceremonia en la Plaza de la Constitución frente al Palacio Nacional. Arévalo recibió el bastón de mando de las Fuerzas Armadas de manos de su ministro de Defensa. Se detonó una salva de 21 disparos en su honor y luego las Fuerzas Armadas realizaron un desfile militar.
Por la tarde, el presidente Arévalo y la vicepresidenta Herrera asistieron a un servicio religioso de acción de gracias en la Iglesia Evangélica Presbiteriana Central, la primera iglesia protestante en Guatemala.
El 16 de enero, Arévalo fue presentado ante la Policía Nacional Civil como su nuevo Oficial Superior. Se le brindó el Espadín de Plata de la Policía, que reconoce el mando supremo del presidente de la República sobre las fuerzas del orden público del país.

## Invitados internacionales

### Jefes de Estado y de gobierno

#### Confirmados
- Johnny Briceño, primer ministro de Belice[1][40]
- Geraldo Alckmin, vicepresidente de Brasil
- Gustavo Petro, presidente de Colombia[40]
- Xiomara Castro, presidenta de Honduras[40]

#### Retirados
Los siguientes mandatarios asistieron a la investidura, sin embargo, debido al retraso de la ceremonia se retiraron del país.
- Gabriel Boric, presidente de Chile[1][40]
- Rodrigo Chaves, presidente de Costa Rica[1][40]
- Felipe VI, rey de España[40]
- Santiago Peña, presidente de Paraguay[40]
- Laurentino Cortizo, presidente de Panamá[1][40]

### Otros invitados

#### Confirmados
- Ronald Sanders, embajador de Antigua y Barbuda ante Estados Unidos y la Organización de los Estados Americanos[40]
- Evelyn Wever-Croes, primera ministra de Aruba[40]
- Gabriela Sommerfeld, ministra de Relaciones Exteriores y Movilidad Humana de Ecuador[40]
- Samantha Power, administradora de la Agencia de los Estados Unidos para el Desarrollo Internacional
  - Patrick Ventrell, encargado de negocios de la embajada de los Estados Unidos en Guatemala
  - Norma Torres, miembro de la Cámara de Representantes de los Estados Unidos por California
  - Lou Correa, miembro de la Cámara de Representantes de los Estados Unidos por California
  - Philip H. Gordon, asesor de Seguridad Nacional de la vicepresidenta de los Estados Unidos
  - Katie Tobin, asistente adjunta del Presidente de los Estados Unidos
  - Brian A. Nichols, secretario de Estado adjunto para Asuntos del Hemisferio Occidental
  - Tobin Bradley, embajador designado de los Estados Unidos ante Guatemala
- José Manuel Albares,  ministro de Asuntos Exteriores, Unión Europea y Cooperación de España[40]
- Alicia Bárcena Ibarra, secretaria de Relaciones Exteriores de México
- Luis Almagro, secretario general de la Organización de los Estados Americanos[1][40]
- Javier González-Olaechea, ministro de Relaciones Exteriores del Perú[40]
- João Gomes Cravinho, ministro de Asuntos Exteriores de Portugal[40]
- Richard Benyon, ministro de Estado de Clima, Medio Ambiente y Energía del Reino Unido[41]
  - Nick Whittingham, embajador del Reino Unido en Guatemala[41]
- Joseph Wu, ministro de Asuntos Exteriores de la República de China[40]
- Roberto Álvarez, ministro de Relaciones Exteriores de República Dominicana[40]
  - Josué Fiallo, embajador de República Dominicana ante la Organización de los Estados Americanos
- Andrés Allamand, secretario general iberoamericano[40]
- Josep Borrell, vicepresidente de la Comisión Europea y alto representante para Asuntos Exteriores y Política de Seguridad de la Unión Europea[40]